# Ка Пирами (Венеција)
Ка Пирами (итал. Ca' Pirami) је насеље у Италији у округу Венеција, региону Венето.
Према процени из 2011. у насељу је живело 216 становника. Насеље се налази на надморској висини од 2 м.